# Jocs Olímpics d'Estiu

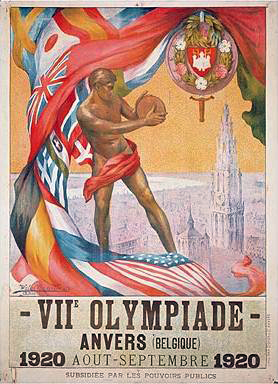
Poster dels Jocs Olímpics d'Estiu 1920 a Anvers

Els Jocs Olímpics d'Estiu són una competició internacional multiesportiva disputada cada quatre anys i organitzada pel Comitè Olímpic Internacional. Es tracta d'una de les competicions més prestigioses i amb més audiència arreu del món.
Els competidors hi participen representant el seu Comitè Olímpic Nacional respectiu, que solen representar estats independents, tot i que també hi prenen part diverses nacions sense estat.

## Història

### Els primers jocs

Cerimonia d'obertura als primers Jocs Olímpics
a l'estadi Panathenaic

El Jocs Olímpics moderns foren creats l'any 1894 pel baró Pierre de Coubertin amb la intenció de promoure les relacions internacionals a través de les competicions esportives. Els primers jocs es disputaren a Atenes el 1896, i comptaren amb 245 competidors (la majoria grecs) de 14 països.
Quatre anys més tard, el 1900 es disputaren a París i per primer cop hi participaren 11 dones que competiren en croquet i tennis. Aquests jocs formaren part de l'Exposició Internacional que tingué lloc a la ciutat. El mateix succeí quatre anys després a Saint Louis on la paraula olímpic fou usada per qualsevol tipus de competició, incloses competicions escolars o competicions per irlandesos-americans.
L'any 1906 es disputaren uns jocs menors a la ciutat d'Atenes, com a celebració dels deu anys dels primers jocs. La idea era que Atenes organitzés uns jocs intercalats entre els altres jocs disputats cada quatre anys però la idea no reeixí. Tot i que tingueren un èxit major que els disputats el 1900 i el 1904 i contribuïren positivament a l'enfortiment olímpic, aquests jocs no són oficialment reconeguts pel COI.

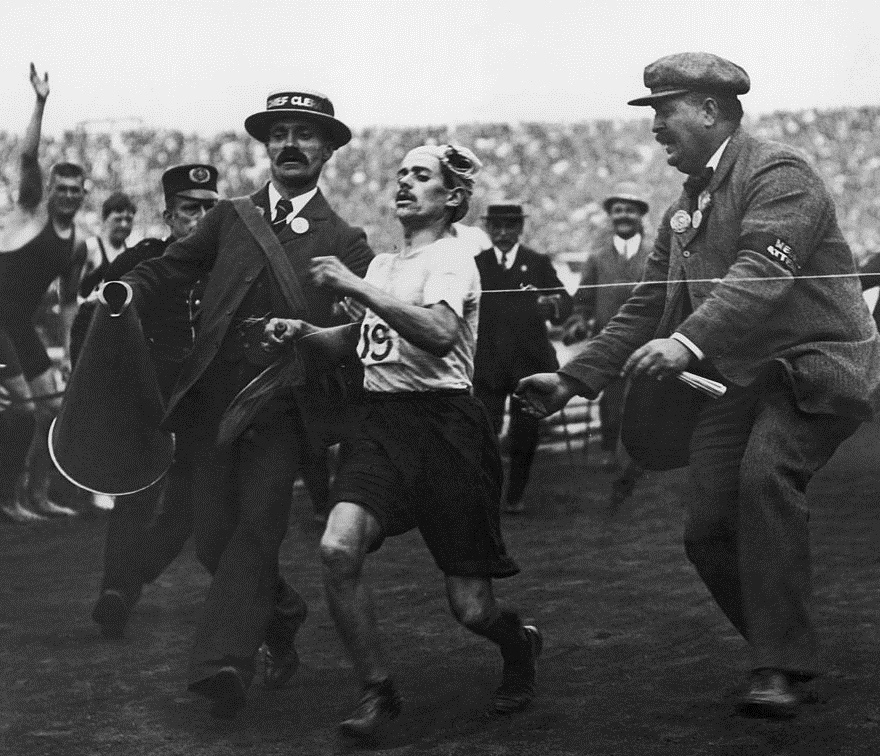
Dorando Pietri acaba la primera marató moderna

Els Jocs Olímpics de Londres 1908 foren un gran èxit. S'establí la distància oficial de la marató, 42,195 km (distància escollida per quadrar l'arribada dels atletes amb la posició que ocupava la família reial anglesa).
El creixement dels jocs era cada cop més gran. 2.500 competidors actuaren als Jocs Olímpics d'Estocolm 1912, entre els quals destacà Jim Thorpe, que fou acusat de professionalisme i se li retiraren les medalles.Aquestes no li foren retornades fins al 1983, trenta anys després de la seva mort.
Els jocs previstos per a l'any 1916 a Berlín foren suspesos per la Primera Guerra Mundial.

### El període d'entre-guerres
L'any 1920 els jocs es disputaren a Anvers, Bèlgica, un dels països més castigats per la guerra. Quatre anys després els jocs viatjaren a París, on el nombre de participants pujà fins a 3.000, rècord fins aleshores, i on destacà el finlandès Paavo Nurmi, que va ser conegut com el finlandès volador.
Els Jocs Olímpics d'Amsterdam 1928 foren dels millor organitzats fins aleshores, aprofitant la bonança econòmica i l'aparició dels primers patrocinadors. A més foren els primers que permeteren competir les dones en l'esport olímpic per excel·lència, l'atletisme. El cas contrari fou el dels Jocs Olímpics de Los Angeles 1932, que es van veure afectats per la gran depressió i que tingueren el nombre més baix de participants des de Saint Louis el 1904.
Els Jocs Olímpics de Berlín 1936 van ser vistos pel govern nazi alemany com una gran oportunitat per promoure la seva ideologia de superioritat de la raça ària. El partit nazi encarregà a la directora Leni Riefenstahl un film sobre els jocs. El gran heroi dels jocs, però, fou un atleta de raça negra, Jesse Owens, que guanyà quatre medalles d'or a les proves de velocitat d'atletisme.
Degut a la Segona Guerra Mundial, els jocs de 1940 (que s'havien de disputar a Tòquio i posteriorment foren disputats a Hèlsinki) i els de 1944 no es van disputar.

### Després de la Segona Guerra Mundial
Els primers jocs de la postguerra foren disputats a Londres el 1948, on Alemanya i Japó foren exclosos. Una esprínter holandesa Fanny Blankers-Koen emulà Jesse Owens i guanyà quatre medalles d'or en les proves de velocitat atlètiques.
El 1952, a Hèlsinki, va veure l'explosió d'Emil Zátopek, jove oficial de l'exèrcit txec que ja havia guanyat una medalla d'or i una de plata quatre anys abans i que aquest any guanyà les medalles d'or de 10.000, 5.000 metres i marató.
Els Jocs Olímpics d'Estiu de 1956 es disputaren a Melbourne. Les proves hípiques, però, no es pogueren disputar al país degut a les lleis de quarantena que havien de complir els cavalls.Aquestes proves foren traslladades a Estocolm, essent el primer cop que uns Jocs es disputaven en dos països diferents. Entre els fets destacats es pot esmentar l'encontre de waterpolo entre Hongria i la Unió Soviètica, que degut a les tensions polítiques entre ambdós estats acabaren en una batalla entre els equips.
Els Jocs Olímpics de Roma 1960 van veure l'aparició de Cassius Clay, més tard conegut com a Muhammad Ali, que guanyà una medalla d'or en boxa, que posteriorment llençà com a protesta per no ser admès en un restaurant "per a blancs" de la seva ciutat. Altres estrelles foren l'equip soviètic de gimnàstica artística que guanyà 15 de 16 medalles possibles o Wilma Rudolph, guanyadora de tres ors en atletisme.
Els Jocs Olímpics de Tòquio 1964 destacaren per ser els primers de l'era moderna de les telecomunicacions. Foren els primers retransmesos per tot el món per televisió, aprofitant l'ús dels primers satèl·lits de comunicacions. D'aquesta manera iniciaren la popularització dels Jocs d'anys posteriors.
Les actuacions esportives dels jocs de 1968 a Ciutat de Mèxic es van veure afavorides per l'altitud de la ciutat (més de 2.000 metres) que van propiciar grans marques. La més destacada fou la de Bob Beamon que saltà 8,90 m en salt de longitud, marca que es mantingué durant 23 anys. S'introduí un nou tipus de salt, l'anomenat estil Fosbury, ideat per Dick Fosbury en el salt d'alçada. La política també es feu palesa a la cerimònia d'entrega de medalles dels 200 metres llisos on Tommie Smith i John Carlos protestaren, puny alçat, per la segregació racial als Estats Units.

### Els Jocs Olímpics i la política
La política intervingué de nou als Jocs Olímpics de Múnic el 1972. El grup terrorista Setembre Negre envaí l'apartament israelià de la vila olímpica i matà dos atletes i en segrestà altres nou. El grup demanà l'alliberament de nombrosos presos palestins a Israel. En el tiroteig posterior amb les forces de seguretat alemanyes moriren 15 persones, incloent-hi nou atletes i cinc terroristes. Entre els fets esportius més destacats cal esmentar les set medalles d'or de Mark Spitz en natació i les tres de la gimnasta soviètica Olga Korbut.
Els Jocs Olímpics de Montreal 1976 van acabar amb forts deutes econòmiqcs dels quals la ciutat trigà a recuperar-se. Es produí, a més el boicot de moltes nacions africanes en protesta per l'actuació de l'equip de rugbi de Nova Zelanda a Sud-àfrica, que mantenia una política d'apartheid racial. L'estrella dels jocs fou la romanesa Nadia Comaneci que guanyà cinc medalles (tres d'or) en gimnàstica i que aconseguí la primera nota de 10 en el seu esport.
Amb l'excusa de la invasió de la Unió Soviètica a l'Afganistan, 66 nacions, incloses Estats Units, Canadà, Alemanya Occidental o Japó, van boicotejar els jocs de 1980 a Moscou. Grècia, Gran Bretanya i Austràlia hi participaren i es convertiren en les úniques nacions que han participat en tots els jocs d'estiu. Entre els esportistes més destacats trobem el gimnasta Alexander Dityatin, el nedador Vladímir Sàlnikov, el piragüista Uladzímir Parfianòvitx o el boxejador Teófilo Stevenson.
Quatre anys més tard, com a represàlia, 15 països del bloc de l'est, entre ells la Unió Soviètica van boicotejar els jocs de Los Angeles 1984. Aquests, però, van ser un gran èxit econòmic, gràcies a la publicitat i la televisió. L'estrella dels jocs va ser Carl Lewis, que repetí la gesta de Jesse Owens.

### El professionalisme i el doptage als Jocs
Històricament, els Jocs Olímpics estaven reservats a atletes amateurs. Als anys vuitanta la professionalització de l'esport era un fet indiscutible, amb l'excepció dels països comunistes, que es trencà amb la caiguda del bloc soviètic a la darreria de la dècada. L'arribada de Joan Antoni Samaranch al capdavant del COI el 1980 canvià la filosofia que el COI havia mantingut fins aleshores i acceptà plenament el professionalisme als Jocs. Aquest fet portà en l'aspecte negatiu un increment de l'ús de substàncies dopants amb l'objectiu de millorar el rendiment esportiu, i paral·lelament a l'aparició dels controls anti-dopatge. El primer gran escàndol de dopatge aparegué als Jocs Olímpics de Seül 1988 quan l'atleta Ben Johnson fou desposseït de la seva medalla d'or.
Als Jocs Olímpics de Barcelona 1992 s'acceptà per primer cop la presència dels jugadors professionals de l'NBA, l'anomenat Dream Team. Foren els primers jocs sense boicot des de 1972 i Sud-àfrica fou readmesa en abolir la seva política segregacionista. Alemanya participà reunificada per primer cop des de 1960 i les nacions bàltiques hi prengueren part més de 50 anys després (1936). La resta de països ex soviètics hi participaren amb el nom d'Equip Unificat i debutaren Eslovènia, Croàcia i Bòsnia i Hercegovina.
Els darrers any del segle xx van ser convulsos per al moviment olímpic pel pagament de comissions als membres del COI en el procés d'elecció de les ciutats olímpiques. Aquesta corrupció dins del COI va quedar demostrada en l'elecció de Salt Lake City pels jocs d'hivern de 2002. Existiren sospites que a l'elecció d'Atlanta 1996 l'empresa Coca-Cola va tenir forta influència. Els jocs, a més, foren marcats per l'explosió d'una bomba al Centennial Park de la ciutat durant el seu transcurs. Entre els esportistes més destacats cal esmentar els atletes Michael Johnson i Donovan Bailey, el gimnasta Aleksei Némov o les nedadores Amy Van Dyken i Michelle Smith.
Els Jocs Olímpics de Sydney 2000 van ser molt brillants. El nedador Ian Thorpe, el remer Steve Redgrave o l'atleta Cathy Freeman foren esportistes destacats. La nota anecdòtica la donà el nedador de Guinea Equatorial Eric Moussambani, que amb prou feines aconseguí finalitzar la prova de 100 metres estil lliure.
Més de cent anys després de la primera edició, els jocs retornaren a Atenes. Es produí el rècord de 201 Comitès Nacionals participants. Les grans estrelles van ser el nedador Michael Phelps, la ciclista Leontien Ziljaard-van Moorsel, la piragüista Birgit Fischer i els atletes Hicham El Guerrouj i Kelly Holmes.

## Llista dels esports olímpics
48 esports han format part del programa olímpic, dels quals 37 són vigents.
| Esport                    | Anys                    |
| ------------------------- | ----------------------- |
| Atletisme                 | tots                    |
| Bàdminton                 | des de 1992             |
| Basquetbol                | des de 1936             |
| Beisbol                   | 1992–2008, 2020         |
| Boxa                      | 1904-1908, des de 1920  |
| Ciclisme                  | tots                    |
| Criquet                   | 1900                    |
| Croquet                   | 1900                    |
| Escalada esportiva        | des de 2020             |
| Esgrima                   | tots                    |
| Esports de motor aquàtics | 1908                    |
| Hípica                    | 1900, des de 1912       |
| Hoquei sobre herba        | 1908, 1920, des de 1928 |
| Futbol                    | 1900–1928, des de 1936  |
| Gimnàstica                | tots                    |
| Golf                      | 1900, 1904, des de 2016 |
| Handbol                   | 1936, des de 1972       |
| Halterofília              | 1896, 1904, des de 1920 |
| Jeu de paume              | 1908                    |
| Joc d'estirar la corda    | 1900–1920               |
| Judo                      | 1964, des de 1972       |
| Karate                    | des de 2021             |
| Lacrosse                  | 1904, 1908              |
| Lluita                    | 1896, des de 1904       |

| Esport                | Anys                               |
| --------------------- | ---------------------------------- |
| Monopatí de carrer    | des de 2020                        |
| Natació               | tots                               |
| Natació sincronitzada | des de 1984                        |
| Pentatló modern       | des de 1912                        |
| Pilota basca          | 1900                               |
| Piragüisme            | des de 1936                        |
| Polo                  | 1900, 1908, 1920, 1924, 1936       |
| Rackets               | 1908                               |
| Rem                   | des de 1900                        |
| Roque                 | 1904                               |
| Rugbi                 | 1900, 1908, 1920, 1924             |
| Rugbi a 7             | des de 2016                        |
| Salts                 | des de 1904                        |
| Softbol               | 1996-2008, 2020                    |
| Surf                  | des de 2020                        |
| Taekwondo             | des de 2000                        |
| Tennis                | 1896–1924, des de 1988             |
| Tennis de taula       | des de 1988                        |
| Tir                   | 1896, 1900, 1908–1924, des de 1932 |
| Tir amb arc           | 1900–1908, 1920, des de 1972       |
| Triatló               | des de 2000                        |
| Vela                  | 1900, des de 1908                  |
| Voleibol              | des de 1964                        |
| Waterpolo             | des de 1900                        |

## Llista del Jocs Olímpics d'estiu

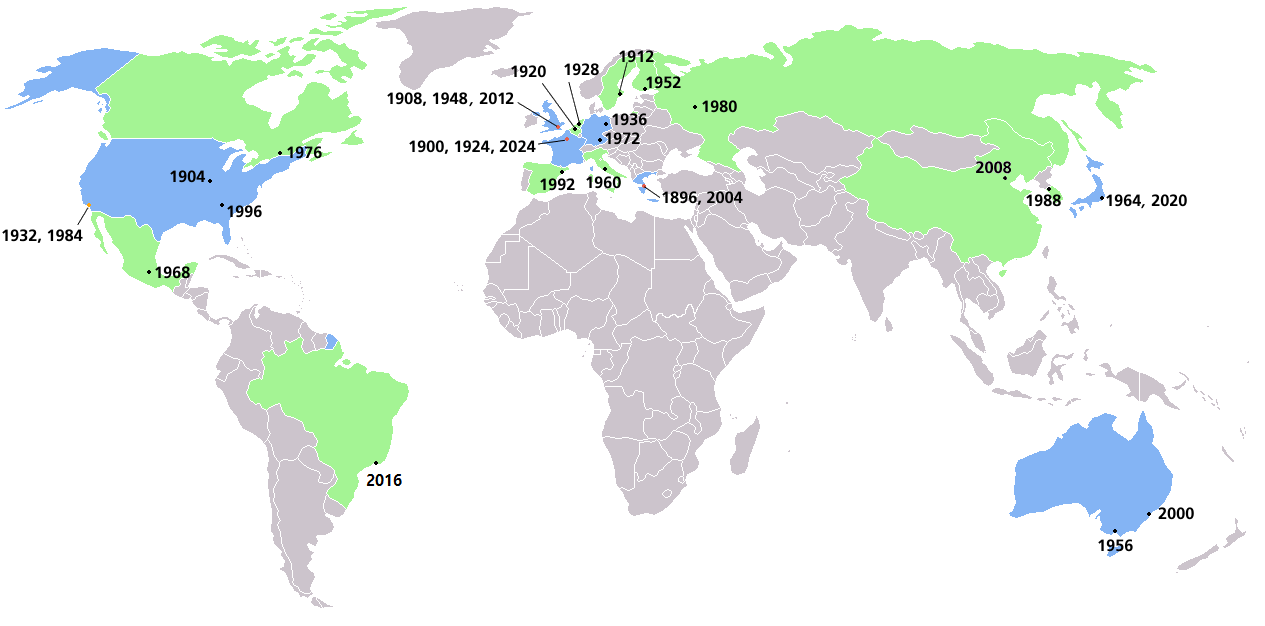
Mapa de localització les ciutats olímpiques

| Any       | Edició | Ciutat organitzadora | País            |
| --------- | ------ | -------------------- | --------------- |
| 1896      | I      | Atenes               | Grècia          |
| 1900      | II     | París                | França          |
| 1904      | III    | Saint Louis          | Estats Units    |
| 1908      | IV     | Londres              | Regne Unit      |
| 1912      | V      | Estocolm             | Suècia          |
| 1916 (*)  | VI     | Berlín               | Alemanya        |
| 1920      | VII    | Anvers               | Bèlgica         |
| 1924      | VIII   | París                | França          |
| 1928      | IX     | Amsterdam            | Països Baixos   |
| 1932      | X      | Los Angeles          | Estats Units    |
| 1936 (+)  | XI     | Berlín               | Alemanya        |
| 1940      | XV     | Hèlsinki             | Finlàndia       |
| 1944 (**) | XIII   | Londres              | Regne Unit      |
| 1948      | XIV    | Londres              | Regne Unit      |
| 1952      | XV     | Hèlsinki             | Finlàndia       |
| 1956      | XVI    | Melbourne            | Austràlia       |
| 1960      | XVII   | Roma                 | Itàlia          |
| 1964      | XVIII  | Tòquio               | Japó            |
| 1968      | XIX    | Ciutat de Mèxic      | Mèxic           |
| 1972      | XX     | Múnic                | Alemanya        |
| 1976      | XXI    | Mont-real            | Canadà          |
| 1980      | XXII   | Moscou               | Unió Soviètica  |
| 1984      | XXIII  | Los Angeles          | Estats Units    |
| 1988      | XXIV   | Seül                 | Corea del Sud   |
| 1992      | XXV    | Barcelona            | Catalunya       |
| 1996      | XXVI   | Atlanta              | Estats Units    |
| 2000      | XXVII  | Sydney               | Austràlia       |
| 2004      | XXVIII | Atenes               | Grècia          |
| 2008      | XXIX   | Pequín               | R.P. de la Xina |
| 2012      | XXX    | Londres              | Regne Unit      |
| 2016      | XXXI   | Rio de Janeiro       | Brasil          |
| 2020(***) | XXXII  | Tòquio               | Japó            |
| 2024      | XXXIII | París                | França          |
| 2028      | XXXIV  | Los Angeles          | Estats Units    |
| 2032      | XXXV   | Brisbane             | Austràlia       |

(*) L'edició de 1916 no es va arribar a celebrar degut a l'esclat de la Primera Guerra Mundial

(**) Les edicions de 1940 i 1944 no es van celebrar a causa de la Segona Guerra Mundial

(***) L'edició de 2020 es va celebrar el 2021 a causa de la pandèmia de la covid-19.

(+) Vegeu també l'article sobre l'Olimpíada Popular